# کول‌تپه پسته بیگ
کول تپه پسته بیگ مربوط به عصر مس، عصر سنگ، عصر مفرغ و عصر آهن است و در شهرستان اهر، بخش مرکزی، دهستان اوچ هاچا، روستای پسته بیگ واقع شده و این اثر در تاریخ ۱۵ دی ۱۳۸۷ با شمارهٔ ثبت ۲۳۹۶۵ به‌عنوان یکی از آثار ملی ایران به ثبت رسیده است.